# Befort (Luxemburg)

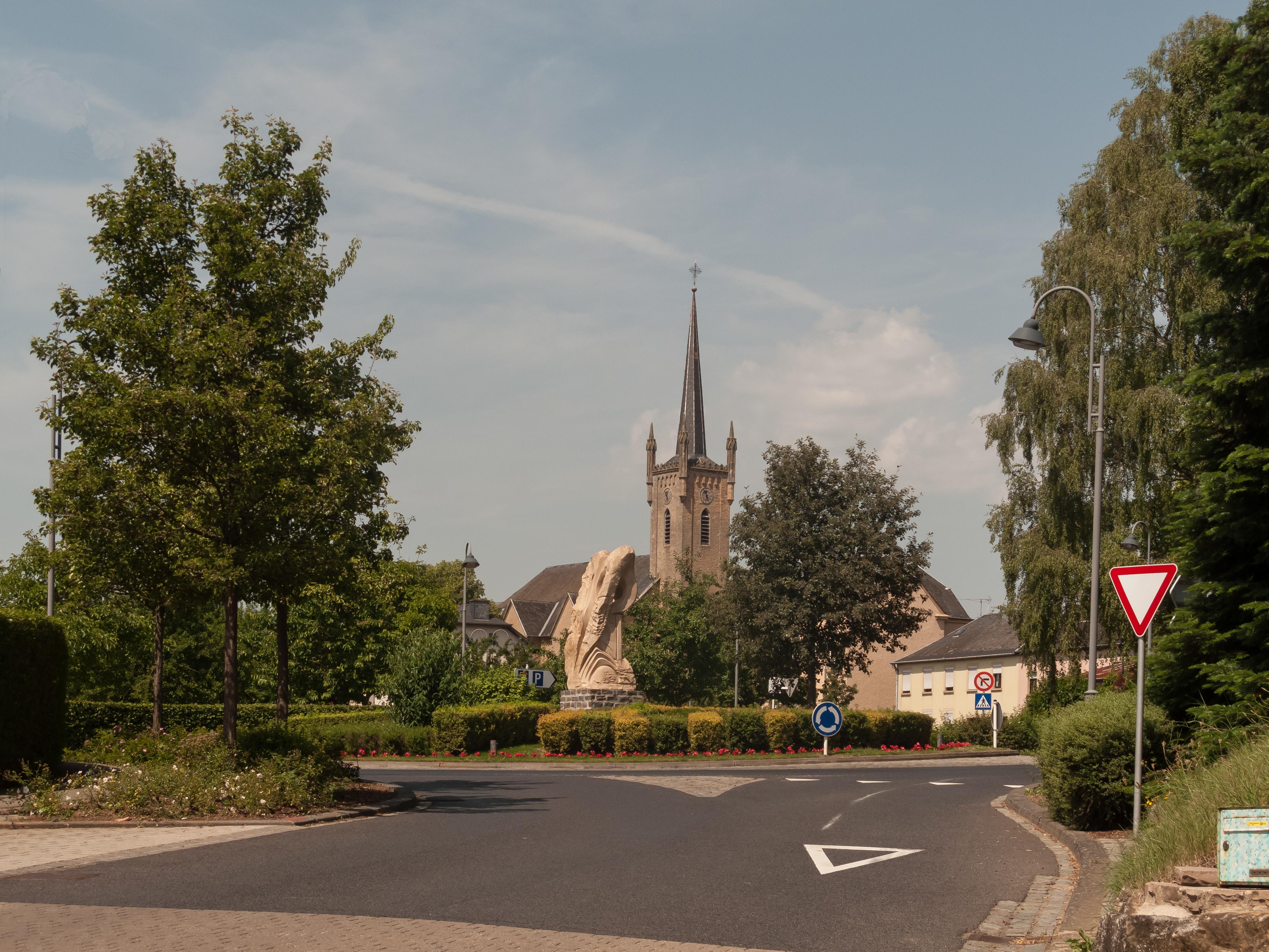
Kirche (l’église Saint-Michel) in die Straße

Befort (luxemburgisch Beefortⓘ, französisch Beaufort) ist eine Gemeinde im Großherzogtum Luxemburg und liegt im Kanton Echternach. Zur Gemeinde Befort gehören die Ortschaften Befort, Grundhof und Dillingen.

## Sehenswertes

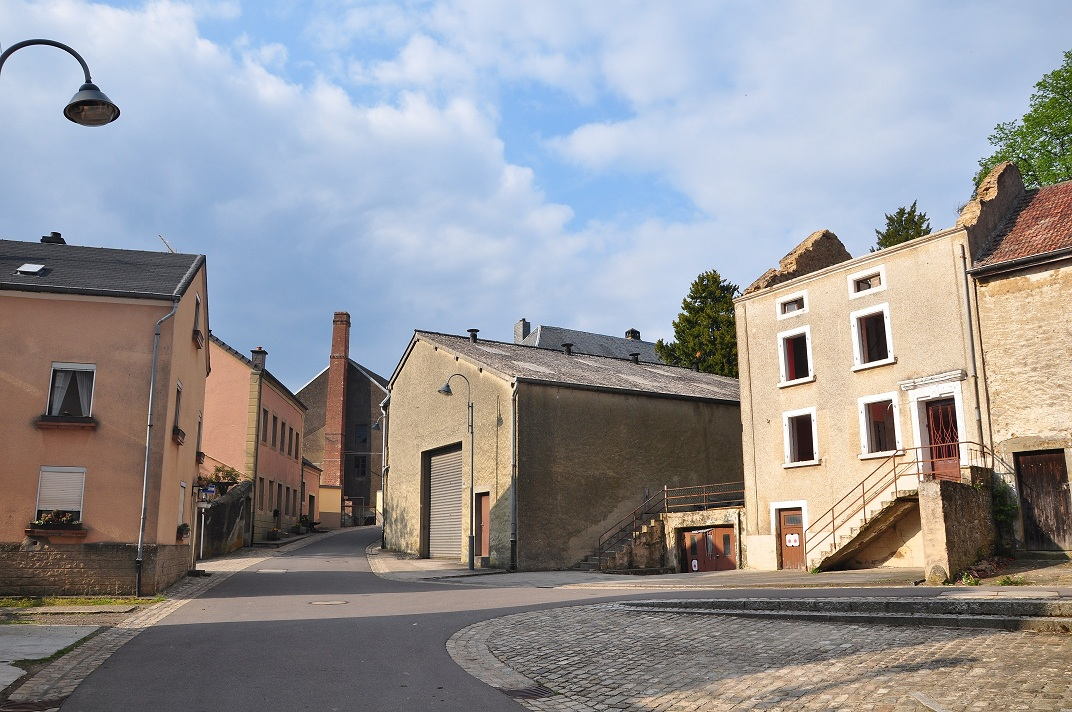
Befort, Ortsmitte

Befort ist das touristische Zentrum der Region Müllerthal, auch Kleine Luxemburger Schweiz genannt, nahe Echternach. Hauptsehenswürdigkeit des Ortes ist die Ruine einer Burg aus dem 11.–17. Jahrhundert, die erstmals im Jahre 1192 erwähnt wurde. Sehenswert ist auch das Renaissanceschloss von 1648, das vom Luxemburger Gouverneur Johann Freiherr von Beck erbaut wurde. Die Burgruine kann komplett besichtigt werden, das bewohnte Schloss dagegen nicht.

Des Weiteren steht im Ortszentrum eine neugotische Kirche aus dem Jahre 1852.
Weitere touristische Attraktionen stellen das moderne Freibad (geöffnet von Mai bis August) dar sowie die Eisbahn (geöffnet von November bis März). Deren Grundfläche von 2.400 Quadratmetern ist seit Herbst 2011 mit einer Bespannung aus hellgrauem Textilgewebe zum Schutz vor Witterungseinflüssen überdacht.
Bekannt ist auch die Beforter Diskothek „The Flying Dutchman“, in der vor allem Rockmusik gespielt wird.

## Einzelbelege
1. ↑  STATEC Luxembourg – Population par canton et commune 2015–2023 (franz.)
2. ↑  Eislaufen und Kartfahren bei jedem Wetter. In: Luxemburger Wort. 14. November 2011, abgerufen am 8. Juni 2018 (Datums-Angabe gem. älterem Archiv-Link: http://web.archive.org/web/20111217181106/http://www.wort.lu/wort/web/letzebuerg/artikel/2011/11/167467/eislaufen-und-kartfahren-bei-jedem-wetter.php).